# الجامعة التونسية لكرة الطاولة
الجامعة التونسية لكرة الطاولة (بالفرنسية: Fédération tunisienne de tennis de table أو اختصارا FTTT)‏ هي الهيئة المشرفة على رياضة كرة الطاولة في تونس. تم تأسيس هذه الجامعة في 8 مارس 1968. تقع تحت إشراف وزارة الشباب والرياضة.

## روابط خارجية
- الموقع الرسمي.